# Mader (Familienname)
Mader ist ein deutscher Familienname. Mader hat sich aus der Berufsbezeichnung Mahder oder Mähder für jemanden, der eine Wiese oder ein Getreidefeld mäht, entwickelt.  In der Landwirtschaft ist das Wort Mahd auch heute noch als Begriff für das Mähen gebräuchlich. Sprachlich verwandte Familiennamen wie Mäder oder Meder leiten sich aus derselben Berufsbezeichnung ab.

## Namensträger
- Alois Mader (* 1935), deutscher Sportmediziner
- Andreas Evaristus Mader (1881–1949), deutscher Theologe und Christlicher Archäologe
- Anton Mader (Komponist) (1877–1953), österreichischer Komponist und Militärkapellmeister
- Anton Mader (Offizier) (1913–1984), österreichischer Offizier
- Babet Mader (* 1982), deutsche Autorin
- Bernhard Mader (1890–1980), deutscher Geistlicher
- Bryn J. Mader, US-amerikanischer Wirbeltier-Paläontologe
- Christian Mader (* 1979), österreichischer Politiker (ÖVP), Landtagsabgeordneter
- Dietger Mader (1939–2025), österreichischer Politiker
- Dominik Mader (* 1989), deutscher Fußballspieler
- Doris Mader (* 1976), österreichische Tischtennisspielerin im Behindertensport
- Ernst Mader (* 1968), österreichischer Fußballspieler
- Felix Mader (1867–1941), deutscher Denkmalpfleger
- Florian Mader (* 1982), österreichischer Fußballspieler
- Franz Mader (Politiker, I), österreichischer Politiker (TVP), Tiroler Landtagsabgeordneter
- Franz Mader (Politiker, 1912) (1912–1988), deutscher Offizier, Jurist und Politiker (FDP, CDU), MdL Nordrhein-Westfalen
- Franz Mader (Heimatforscher) (1931–2006), deutscher Heimatforscher
- Friedrich Wilhelm Mader (1866–1945), deutscher Schriftsteller
- Fritz Mader (1900–1998), deutscher Künstler, Kunsterzieher und politischer Funktionär (NSDAP)
- Georg Mader (1824–1881), österreichischer Maler
- Gerald Mader (1926–2019), österreichischer Politiker (SPÖ)
- Gert Mader (* 1939), deutscher Bauforscher und Denkmalpfleger
- Günther Mader (* 1964), österreichischer Skirennläufer
- Hans-Jürgen Mader (* 1974), österreichischer Basketballspieler
- Heidrun E. Mader (* 1977), deutsche evangelische Theologin
- Hein Mader (1925–2011), österreichisch-niederländischer Bildhauer
- Helmut Mader (* 1941), österreichischer Politiker (ÖVP)
- Herbert Mader (Erzähler) (Mader Bascht, Jaga Bascht; 1908–1988), österreichischer Lehrer, Jäger, Nationalsozialist und Erzähler
- Heribert Mader (1937–2022), österreichischer Maler, Grafiker und Kunstpädagoge
- Ignaz Mader (1866–1953), österreichischer Heimatforscher
- Jakob Mader (* 2002), österreichischer Schauspieler
- Joachim Johann Mader (1626–1680), deutscher Historiker und Pädagoge
- Johann Mader (Philosoph) (1926–2009), österreichischer Philosoph und Hochschullehrer
- Johann Christoph Mader (1697–1761), österreichischer Bildhauer
- Johannes Mader (Foeniseca; vor 1480–nach 1515), deutscher Mathematiker
- Josef von Mader (1754–1815), österreichischer Jurist und Numismatiker
- Josef Mader (Politiker) (1905–?), österreichischer Politiker (ÖVP)
- Joseph Mader (1905–1982), deutscher Maler und Grafiker
- Julius Mader (Übersetzer) (1899–nach 1949), deutscher Übersetzer und Verleger
- Julius Mader (1928–2000), Pseudonym des deutschen Schriftstellers und DDR-Propagandisten Thomas Bergner
- Karl Mader (Politiker, 1873) (1873–1939), deutscher Politiker (BVP)
- Karl Mader (Geodät) (1880–1965), österreichischer Geodät und Astronom, Professor in Wien
- Karl Mader (Maler) (1884–1952), österreichischer Maler
- Karl Mader (Politiker, 1890) (1890–1963), deutscher Politiker (SPD)
- Leni Mader (1929–2021), deutsche Weitspringerin, siehe Leni Hofknecht
- Leonhard Mader (* 1954), deutscher Theaterschauspieler
- Logan Mader (* 1970), kanadischer Gitarrist und Musikproduzent
- Ludwig Mader (1883–1956), deutscher Klassischer Philologe und Gymnasiallehrer
- Manuela Mader (* 1990), deutsche Schachspielerin
- Markus Mader (* 1968), österreichischer Fußballspieler und -trainer
- Michael Mader (* 1974), österreichischer Dirigent
- Nadja Mader (* 1971), österreichische Rundfunk- und Fernsehmoderatorin
- Otto Mader (1880–1944), deutscher Ingenieur für Luftfahrttechnik
- Philipp Friedrich Mader (1832–1917), deutscher Theologe und Missionar
- Rebecca Mader (* 1977), britische Schauspielerin
- Regina Mader (* 1985), österreichische Skirennläuferin, siehe Regina Sterz
- Robert Mader (1847–1936), Schweizer Hotelier und Mäzen
- Roland Mader (1944–2018), deutsch-österreichischer Volleyballfunktionär und Unternehmer
- Ruth Mader (* 1974), österreichische Regisseurin
- Susanne Kathlen Mader (* 1964), deutsche Malerin
- Wilhelm Mader (1914–1983), deutscher Politiker
- Wilhelm Mader (Bischof) OPraem († 1450), deutscher Geistlicher und Prämonstratenser
- Willi Mader (1898–1982), deutscher Schriftsteller und Kommunalpolitiker (SPD)
- Wolfgang Mader (Musiker) (* 1949), deutscher Jazz-Pianist und Komponist
- Wolfgang Mader (Extremsportler) (* 1965), österreichischer Extremsportler